# Waga prądowa

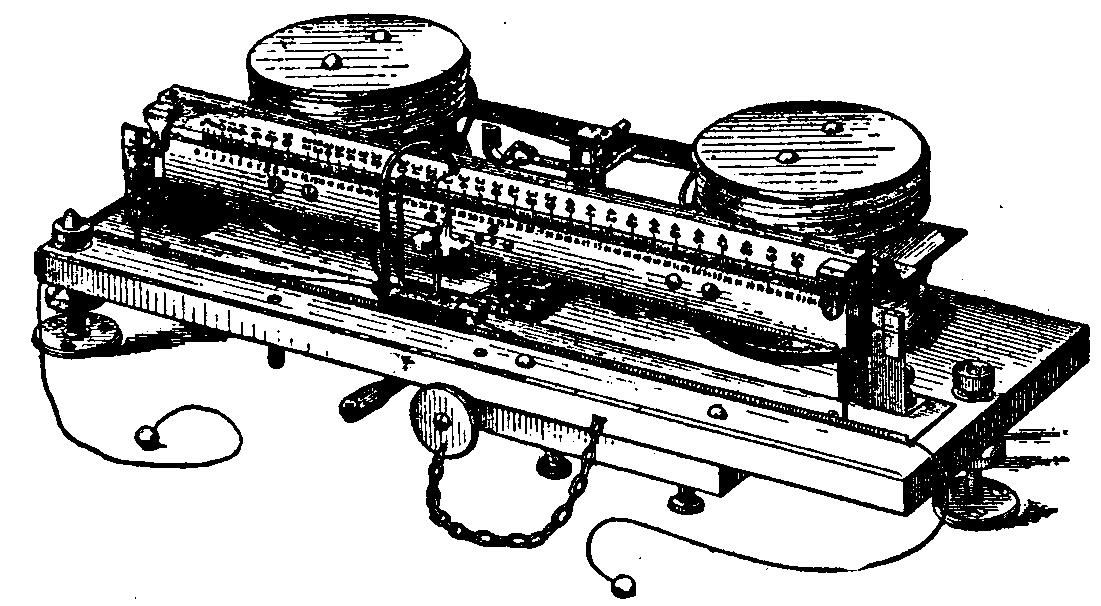
Szkic realizacji wagi prądowej

Waga prądowa – klasyczny wzorzec prądu odtwarzający jego jednostkę, amper, w sposób definicyjny. Wynalazcą tego elektromechanicznego urządzenia był Lord Kelvin. Dziś znaczenie wagi prądowej jest głównie historyczne, gdyż mniejszy błąd odtworzenia uzyskuje się przy użyciu metod pośrednich (na przykład z wzorców napięcia i rezystancji).

## Konstrukcja i działanie
Jedno z ramion wagi obciążone jest odważnikiem na który działa siła zależna od masy odważnika i przyspieszenia ziemskiego: {\displaystyle F_{1}=mg}.

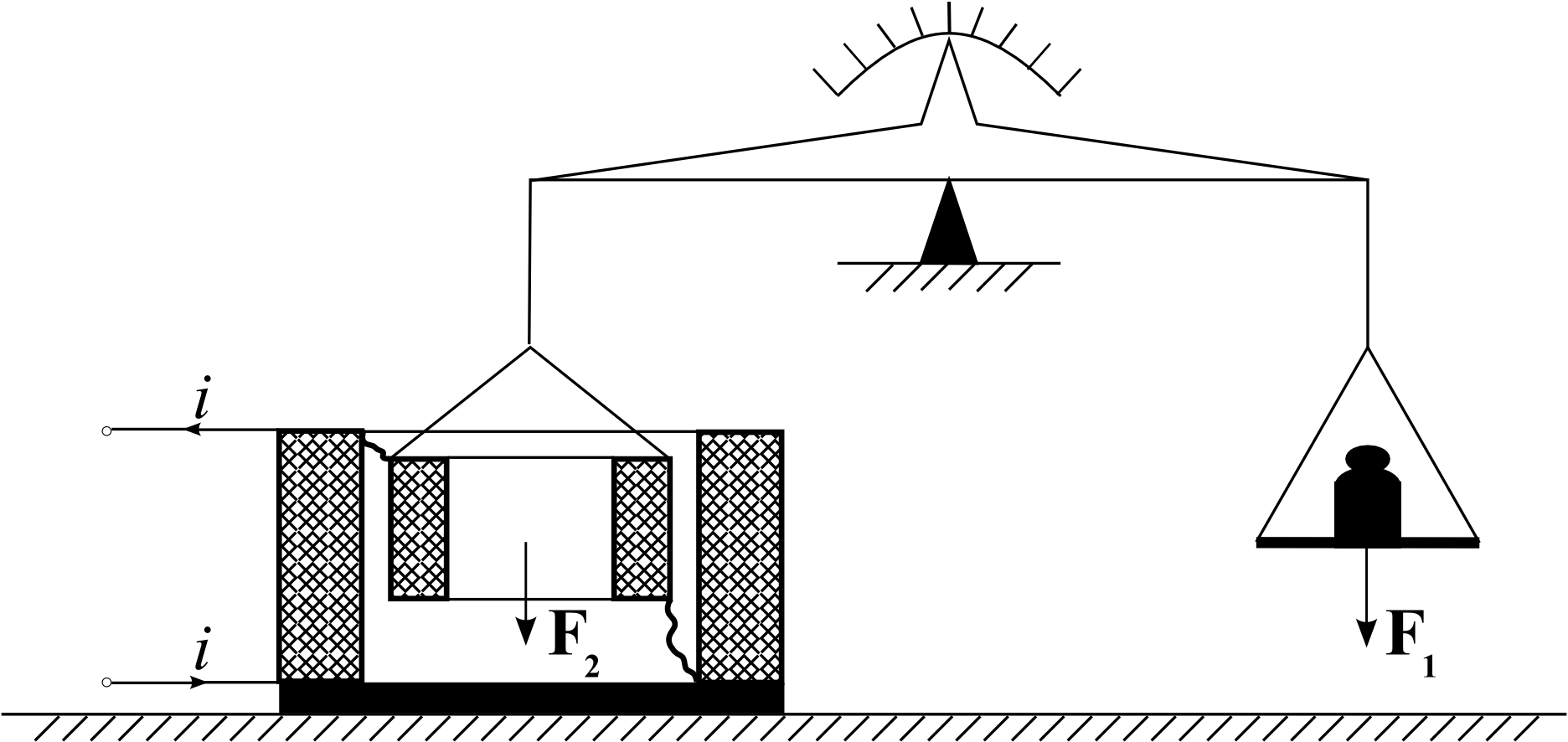
Schemat wagi prądowej

Drugie z ramion obciążone jest cewką umieszczoną wewnątrz innej, nieruchomej cewki. Obie cewki połączone są szeregowo i zasilane ze źródła prądowego.
Przepływ prądu przez tak umieszczone cewki wywołuje powstanie siły elektrodynamicznej oddziałującej na ruchomą cewkę: {\displaystyle F_{2}=cI^{2}.} Współczynnik c zależy od geometrii cewek.
W stanie równowagi obie siły są równe:
{\displaystyle F_{1}=F_{2},}
{\displaystyle mg=cI^{2}.}
Zatem po przekształceniu mamy:
{\displaystyle I={\sqrt {\frac {mg}{c}}}.}

## Problemy
Błąd wyznaczonej wartości prądu wynika z:
- niedokładności wyznaczenia współczynnika {\displaystyle c} określanego na podstawie parametrów geometrycznych cewek,
- przyjętej wartości {\displaystyle g,} różnej od rzeczywistej w danym punkcie pomiaru,
- wpływów magnetycznych z otoczenia.